# Фабиан, Карел
Карел Фабиан (настоящие имя и фамилия — Эдуард Киршбергер) (чеш. Karel Fabián; 21 июня 1912, Прага — 11 ноября 1983, там же) — чехословацкий писатель и сценарист, редактор.

## Биография
В 1933—1934 изучал право в Карловом университете в Праге, учёбы не закончил из-за финансовых проблем его родителей. Добровольцем пошёл в армию, обучался в школе для офицеров в Нитра и служил в Словакии. В 1937 году вернулся в Прагу, работал чиновником в страховой компании «Славия».
В феврале 1942 году за незаконное распространение антифашистского журнала, владение оружием и участие в заговоре был арестован немецкими оккупантами, содержался тюрьме в Дрездене. В июле 1943 года в Берлине он был приговорен к восьми годам и переведен для отбывания наказания в концентрационном лагере недалеко от г. Штраубинг. Вышел на свободу в 1945 году, будучи инвалидом.
После освобождения Чехословакии переехал в Либерец, где в 1946 году работал банковским чиновником. В 1947 году по обвинению в антикоммунизме вновь арестован и год спустя осуждён. Незаконно пересёк границу с Западной Германией, где жил с 1948 по 1949 год. Воспользовавшись амнистией, вернулся в Прагу. Коммунисттическими властями снова был арестован и заключён в тюрьму. После освобождения в 1954—1961 работал чернорабочим на сталелитейном заводе.
Позже был редактором нескольких журналов. Занялся литературным творчеством. В 1969—1979 работал на чехословацком телевидении и в редакции журнала «Кветы».
Умер после продолжительной болезни в Праге.

## Творчество
Карел Фабиан — автор детективных и приключенческих романов, книг на антифашистскую тему, научно-фантастических произведений и детских книг. Его перу принадлежат десятки разножанровых рассказов. Участвовал в написании киносценариев по своим книгам фильмов «Чёрный волк» (1972), «Я подожду, пока ты убьёшь» (1973).

## Избранные произведения
- Cesta přes mrtvé (1938)
- Tajemství moře (1939)
- Osudný výstřel (1941)
- Podivný případ ze Salamanky (1946)
- Muži u vysílačky (1947)
- Uprchlík (1950)
- Pozor, bomby! (1958)
- Psí komando (1959), экранизирован
- Letící kůň (1961)
- Vrah vychází za soumraku (1964)
- Černý vlk (1942, второе издание 1965), экранизирован
- Mezinárodní cirkus (научная фантастика, 1970)